# Dmitri Aleksejev
Dmitri Konstantinovitsj Aleksejev (Russisch: Дмитрий Константинович Алексеев)  (Moskou, 10 augustus 1947) is een Russische pianist.

## Leven
Dmitri Aleksejev was leerling aan het conservatorium van Moskou. Hij studeerde ook bij Dmitri Basjkirov. In de jaren 70 maakte hij zijn debuut in Londen, Wenen, Chicago en New York. Hij won de Leeds International Piano Competition in 1975.

## Repertoire
Aleksejevs repertoire, dat gedeeltelijk op lp en cd verscheen, omvat onder andere werken van  Robert Schumann, Johannes Brahms, Sergej Prokofjev, Frederic Chopin en  Sergej Rachmaninov. Hij speelde ook veel samen met zangeres Barbara Hendricks.
- Bibliothèque nationale de France: cb138906683 (data)
- Gemeinsame Normdatei: 128613467
- International Standard Name Identifier: 0000 0001 1488 6306
- Library of Congress Control Number: n83177448
- Nationale Bibliotheek van Letland: 000208851
- MusicBrainz: d86216c4-5134-47ab-aaf1-018a735df5aa
- Nationale Bibliotheek van Tsjechië: pna2005307389
- Nationale Bibliotheek van Israël: 987007341508005171
- Nederlandse Thesaurus van Auteursnamen: 073233862
- Système universitaire de documentation: 082977828
- Virtual International Authority File: 22326381
- WorldCat: E39PBJv8Hcxm9HwRBCmXH7C84q